# جد ویدون
جد ویدون (انگلیسی: Jed Whedon؛ زادهٔ ۱۸ ژوئیهٔ ۱۹۷۴) یک نویسنده، نوازنده، و فیلم‌نامه‌نویس اهل ایالات متحده آمریکا است.